# Летящи кучета
Летящите кучета (Rousettus) са род бозайници от семейство плодоядни прилепи (Pteropodidae).

## Разпространение
Родът се състои от десет вида, които са разпространени в по-голямата част от Африка до югоизточна Азия и островите в южната част на Тихия океан.

## Класификация
Родът се състои от три подрода (Boneia, Rousettus и Stenonycteris), понякога разглеждани като отделни родове:
Род Летящи кучета
- Подрод Boneia
  - Вид Rousettus bidens
- Подрод Rousettus
  - Вид Rousettus amplexicaudatus
  - Вид Сулавеско летящо куче (Rousettus celebensis)
  - Вид Египетски плодояден прилеп (Rousettus aegyptiacus)
  - Вид Rousettus leschenaulti
  - Вид Rousettus linduensis
  - Вид Коморско летящо куче (Rousettus obliviosus)
  - Вид Rousettus spinalatus
- Подрод Stenonycteris
  - Вид Угандско летящо куче (Rousettus lanosus)
  - Вид Мадагаскарско летящо куче (Rousettus madagascariensis)